# Josef Winschuh
Josef Winschuh (* 3. April 1897 in Gelsenkirchen; † 23. September 1970 in Neustadt an der Weinstraße) war ein deutscher Journalist, Unternehmer und Politiker (DVP, DDP).

## Leben und Wirken
Winschuh besuchte von 1903 bis 1908 die Volksschule in Gelsenkirchen. Nach der Teilnahme am Ersten Weltkrieg absolvierte er von 1919 bis 1920 ein Volontariat beim Rheinisch-Westfälischen Zementsyndikat in Bochum. Erste politische Erfahrungen sammelte Winschuh als Sozialsekretär in einem Düsseldorfer Metallbetrieb.
In den 1921 bis 1924 studierte er Nationalökonomie und Geschichte an den Universitäten Düsseldorf (1921), Marburg (1922–1923) und Köln (1924). Während seines Studiums wurde er Mitglied des Corps Guestphalia Köln, des heutigen Corps Franco-Guestphalia. 1924 wurde er in Marburg zum Dr. rer. pol. promoviert. Später wurde er mit dem Dr. h. c. ausgezeichnet. Nach dem Studium begann Winschuh als Wirtschaftsjournalist zu arbeiten. In dieser Eigenschaft schrieb er unter anderem für die Deutsche Allgemeine Zeitung. Von 1925 bis 1929 war er Redakteur bei der Kölnischen Zeitung. Als Unternehmer war Winschuh Mitinhaber einer Textilfabrik in der Pfalz.
Nachdem er einige Jahre lang der Deutschen Volkspartei (DVP) angehört hatte, wechselte Winschuh 1929 in die aus der Deutschen Demokratischen Partei (DDP) entstandene Deutsche Staatspartei über. Zusammen mit Gustav Stein versuchte er in den frühen 1930er Jahren mit dem Februar-Club eine Sammelbewegung für das deutsche Bürgertum zu schaffen.
Am 1. November 1930, knapp zwei Monate nach den Reichstagswahlen vom September 1930, trat Winschuh im Nachrückverfahren für den ausgeschiedenen DDP-Abgeordneten Koch-Weser als Parlamentarier in den Reichstag der Weimarer Republik ein. Winschuhs Abgeordnetentätigkeit währte bis zu den Reichstagswahlen vom Juli 1932, bei denen er sein Mandat verlor.
Während des Nationalsozialismus und in den ersten Jahrzehnten nach dem Zweiten Weltkrieg setzte Winschuh seine Tätigkeit als Wirtschaftsjournalist und Publizist zu wirtschaftlichen Themen fort. 1934 heiratete er.
Winschuh gehörte von 1967 bis 1969 dem Beirat der Friedrich-Naumann-Stiftung für die Freiheit an.

## Schriften
- Wir Industriejungens. In: Der Tag, Nr. 185, 20. August 1920, S. 1.
- Betriebsrat oder Gewerkschaft? Beiträge zur Soziologie des Betriebsrätewesens, 1922.
- Praktische Werkspolitik, 1923.
- Grenzen der Sozialpolitik, 1929.
- Der Verein mit dem langen Namen. Geschichte eines Wirtschaftsverbandes, 1932.
- Industrievolk an der Ruhr. Aus der Werkstatt von Kohle und Eisen, 1935.
- Gerüstete Wirtschaft, 1939.
- Männer, Traditionen, Signale, 1940.
- Der Unternehmer im Neuen Europa, 1941.
- Das Neue Wirtschaftliche Weltbild, 1941.
- Der Partner. Wirtschaftseindrücke einer Italienreise, 1941.
- Der Partner. Wirtschaftseindrücke einer Italienreise, 1941.
- Geheimnisse aus Deutschland, 1942. (Einleitung)
- Der selbständige Unternehmer, 1950.
- Ansprache an den jungen Unternehmer, 1950.
- Gedanken zu einem Unternehmerprogramm, 1950.
- Hat der Unternehmer Zukunft? 1952.
- Arbeitgeberverband und soziale Betriebsgestaltung, 1952.
- Sinn und Unsinn der Wirtschaftsdemokratie, 1952.
- Die Evolution der sozialen Betriebesgestaltung, 1952.
- Aufgaben der Unternehmer-Junioren, 1952.
- Freiheit und Planung in der Wirtschaft, 1953.
- Grundlagen der sozialpolitischen Zusammenarbeit, 1953.
- Der Sinn der Freisprechung, 1953.
- Das neue Unternehmerbild. Grundzüge einer Unternehmerpolitik, 1954.
- 1954 wollen Wir Taten sehen!, 1954.
- Freude an der kleinen Form. Reisen, Spiele und Profile
- Selbständigsein und Staat, 1955.
- Der Wille zum Selbst, 1955.
- Die Abwehr der kommunistischen Gefahr, 1956
- Wesen und Struktur des Unternehmertums, 1957.
- Der Volks- und Betriebswirt als Unternehmer, 1957.
- Schicksal und Planung in der Unternehmernachfolge, 1957.
- Unternehmertum und Verbandstradition, 1959.
- Thyssen. Die heitere Maske im Ernsten, Frankfurt am Main 1960.
- Die Chancen des Unternehmers, 1961.
- Der Unternehmer in Gesellschaft und Politik, 1962.
- Über Wirtschaft schreiben. Wirtschaftspublizistik im Wandel der Zeit, 1963.
- Wirtschaftspolitische Gedanken am Schaltpult, 1963.
- Der dreifache Wert der Unternehmerfreiheit, 1966.